# گورستان ویشهراد
گورستان ویشهراد (انگلیسی: Vyšehrad Cemetery؛ ‏ چکی: Vyšehradský hřbitov) یک گورستان عمومی و محل دفنِ بسیاری از آهنگسازان، مجسمه‌سازان، هنرمندان، نویسندگان و بزرگان دنیای علم و سیاست در جمهوری چک است که در شهر پراگ واقع شده‌است.

## برخی به‌خاک‌سپرده‌شدگان نامدار
- جوزف بیکان
- بدریخ اسمتانا
- کارل چاپک
- یان اوانگلیستا پورکین
- اما دستینووا
- یانا ریبارووا
- آنتونین دورژاک
- یاروسلاو هیروفسکی
- میلادا هوراکووا
- یاروسلاو سایفرت
- رافائل کوبلیک
- کارل هینک ماخا
- آلفونس موشا
- یان نرودا
- لادیسلاو شالون